# 北爪凜々
北爪 凜々（きたづめ りり、1998年 - ）は、日本の女子エアロビック選手。

## 経歴
2016年世界エアロビック体操選手権トリオの部で斉藤瑞己、金井拓海と組んで銀メダル。
ワールドゲームズ2017ではトリオで斉藤、金井とともに金メダル獲得。
2018年世界エアロビック選手権女子シングルで、日本女子選手では伊藤由里子に次いで2人目となる金メダル獲得。